# 7148 Reinholdbien
7148 Reinholdbien eller 1047 T-1 är en asteroid i huvudbältet som upptäcktes den 25 mars 1971 av den nederländsk-amerikanske astronomen Tom Gehrels och det nederländska astronomparet Ingrid van Houten-Groeneveld och Cornelis Johannes van Houten vid Palomarobservatoriet. Den är uppkallad efter den tyske astronomen Reinhold Bien.
Asteroiden har en diameter på ungefär 6 kilometer.